# Wolfgang Rindler

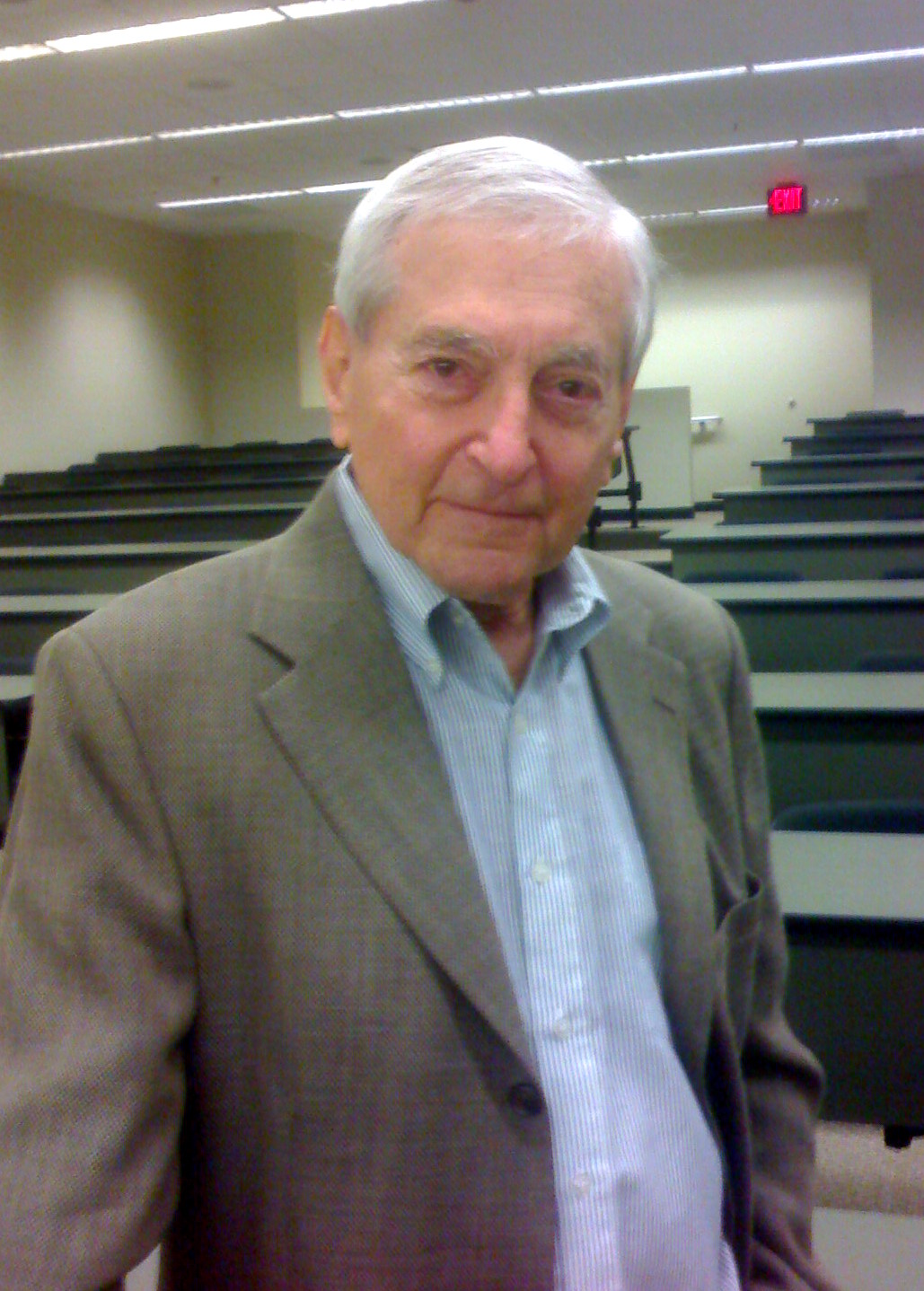
Wolfgang Rindler (2010)

Wolfgang Rindler (* 18. Mai 1924 in Wien; † 8. Februar 2019) war ein US-amerikanischer theoretischer Physiker, der sich mit der Relativitätstheorie beschäftigte.

## Leben
Rindler war der Sohn eines Anwalts (die Familie wohnte in Wien auf der Dominikanerbastei, wo auch die Kanzlei seines Vaters war). Er flüchtete als Jude 1938 mit einem Kindertransport vor den Nationalsozialisten nach England. Er studierte an der Universität Liverpool und promovierte am Imperial College in London. Er war danach in den USA ab 1956 an der Cornell University und ab 1963 am damals neu gegründeten Southwest Center for Advanced Studies, der späteren University of Texas at Dallas, wo er jahrzehntelang Professor war. Er war unter anderem Gastprofessor am King’s College London (1961/62), an der Universität La Sapienza in Rom (1968/69), an der Universität Wien (1975, 1987) und an der Cambridge University (Churchill College, 1990).
In der ART führte er den Begriff Ereignishorizont ein und ist für die Rindler-Koordinaten im Minkowski-Raum (zur Beschreibung gleichförmig beschleunigter Bewegung) bekannt. Er schrieb ein bekanntes Lehrbuch der Relativitätstheorie. Mit Roger Penrose untersuchte er den Spinor- und Twistorformalismus in der Relativitätstheorie. Weiter befasste er sich mit Kosmologie, zum Beispiel der Frage der Gültigkeit des Machschen Prinzips.
Er war auswärtiges Mitglied der Akademie der Wissenschaften in Turin und seit 1998 Ehrenmitglied der Österreichischen Akademie der Wissenschaften.

## Rindler als Namensgeber
Nach Rindler werden die Rindler-Koordinaten sowie in einzelnen Veröffentlichungen die Rindler-Kraft benannt.

## Schriften
- Essential Relativity. Special, General and Cosmological. Van Nostrand 1969, Springer 1977, Oxford University Press 2001, ISBN 0-19-850836-0.
- mit Roger Penrose: Spinors and Spacetime. 2 Bände, Cambridge University Press 1984, 1986.
- Introduction to Special Relativity. Clarendon Press, Oxford 2003, ISBN 0-19-853952-5.
- Visual horizons in world models, Monthly Notices Royal Astron. Soc., Band 116, 1956, S. 662–677.